# 纪念中国人民抗日战争暨世界反法西斯战争胜利80周年大会
纪念中国人民抗日战争暨世界反法西斯战争胜利80周年大会，是将于2025年9月3日中國抗日戰爭暨第二次世界大战胜利80周年之际，在北京天安门广场举行的大型纪念活动。此次纪念活动的主要内容将为阅兵仪式。
本次纪念大会也是习近平在2012年11月中共十八届一中全会上就任中共中央总书记、中央军委主席后第四次大规模的庆典活动。中共中央政治局常委、国务院总理李强将首次主持该类型大会。此次阅兵是中华人民共和国成立以来的第19次大型阅兵。同时此次阅兵是中华人民共和国继纪念中国人民抗日战争暨世界反法西斯战争胜利70周年大会后第二次以阅兵方式纪念中国抗日战争暨二战胜利。

## 前期准备

### 信息发布
国务院新闻办公室于2025年6月24日上午10点举行新闻发布会介绍了本次大会的具体安排。
本次閱兵將由徒步方隊、裝備方隊和空中梯隊組成。徒步方隊将重點展示深化國防和軍隊改革重塑後新的軍兵種結構佈局，裝備方隊将重點展示軍隊裝備體系建設最新成果，空中梯隊将重點展示空中作戰力量的體系化水平和快速提升的先進戰鬥力。此次閱兵將同時展示傳統主戰力量和新質力量，所有受阅裝備均為中華人民共和國國產主戰裝備，並将加入無人智能、水下作戰、網電攻防、高超聲速等新型作戰力量的展示。閱兵現場將設置新組建的聯合軍樂團，演奏抗戰期間廣為流傳的經典曲目。此外，本次閱兵将不再組織抗戰老兵方隊參閱，而是安排參加過抗戰的老戰士、老同志、老民兵、地方支前模範代表和抗戰烈士親屬代表到天安門現場觀禮，同時也將邀請中国国民党及国民革命军抗日老兵到現場觀禮。此次閱兵亦安排了民兵方隊參閱，为民兵部队首次參加以紀念抗戰為主題的閱兵活動。
2025年8月20日上午10点，国务院新闻办公室举行新闻发布会，介绍阅兵准备工作有关情况。本次阅兵活动时长约70分钟，分阅兵式、分列式两个环节，中共中央总书记习近平将检阅部队，阅兵共编设45个方（梯）队。此次参阅的武器装备皆从中国国产现役主战装备中遴选，大部分为首次展示。与此同时，2025年建军节前夕发布的新版四支兵种军旗旗面式样亦在本次阅兵亮相。

### 安全保障
2025年7月15日，北京市人民政府发布通告，自7月16日零時起至9月3日24時止將東城、西城、朝陽、海淀、豐台、石景山、通州、昌平、門頭溝等9個區的行政區域設置為凈空限制區，除為紀念活動籌辦組織的相關飛行活動以及和平鴿、氣球等專項放飛活動外，禁止升放任何影響飛行安全的物體，分段限制放飛鳥類。

### 演练彩排
2025年8月9日夜间至8月10日凌晨，天安门地区举行大会第一次综合演练，约2.2万人参加。此前北京市公安局8月6日发布公告，天安門地區及相關道路自8月9日至活動結束实施交通管制，部分路段禁止車輛通行，部分地鐵車站出入口封閉。
8月16日下午5時30分至17日3時30分，天安門地區舉行第2次綜合演練，約4萬人參加。此次演练较上次增加更多環節。